# Dudleya collomiae
Dudleya collomiae är en fetbladsväxtart som beskrevs av Joseph Nelson Rose och Julius Sterling Morton. Dudleya collomiae ingår i släktet Dudleya och familjen fetbladsväxter. Inga underarter finns listade i Catalogue of Life.